# Henry Stafford, 2. Duke of Buckingham

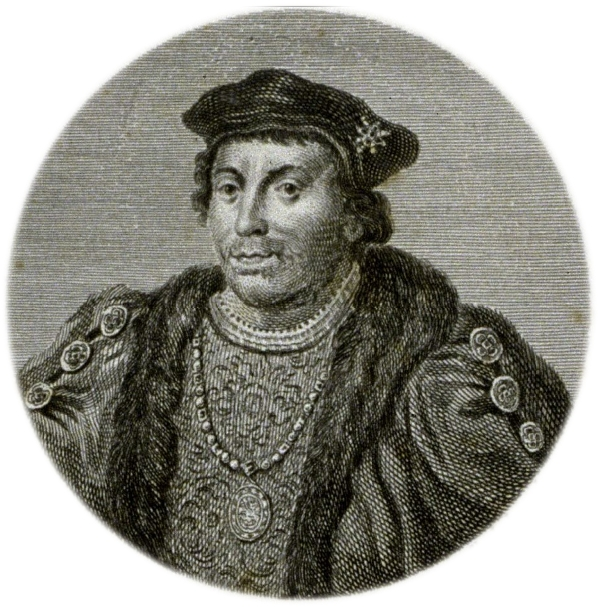
Henry Stafford, 2. Duke of Buckingham

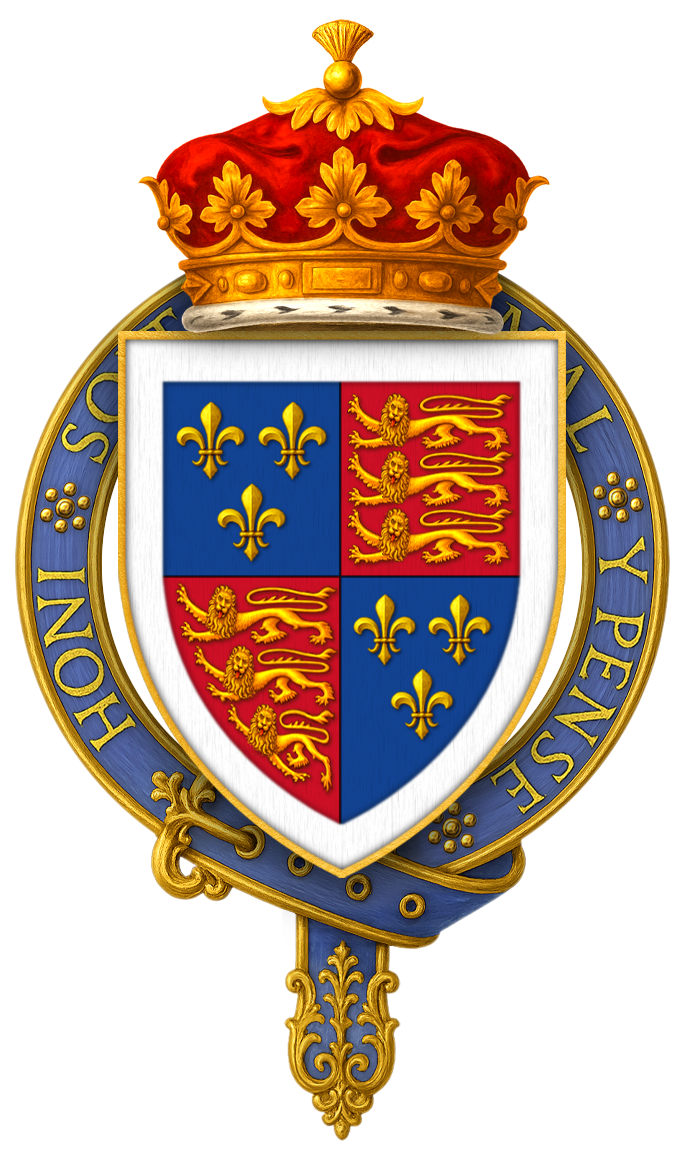
Wappen des Henry Stafford, 2. Duke of Buckingham

Henry Stafford, 2. Duke of Buckingham (* 4. September 1455; † 2. November 1483) war ein englischer Adliger.

## Herkunft und Verwandtschaft
Henry Staffords Eltern waren Humphrey Stafford, Earl of Stafford († um 1459), und Margaret Beaufort († 1474). Über die Mutter seines Vaters, Anne Neville, war er der Vetter der englischen Könige Eduard IV. und Richard III. Heinrich VII. war über seine Mutter, die wie ihre Cousine ebenfalls Margaret Beaufort heißt, ein Vetter zweiten Grades.

## Die frühen Jahre
1460 beerbte Henry seinen Großvater Humphrey Stafford, 1. Duke of Buckingham, und erwarb somit dessen Titel, die ihm 1465 öffentlich zuerkannt wurden.
In diesen Jahren stand er unter Aufsicht durch Elizabeth Woodville, die 1464 Eduard IV geheiratet hatte. Sie verheiratete ihn bereits 1466 mit ihrer Schwester Katharine. Katharines Geburtsdaten sind nicht bekannt, sie wird erstmals 1458 erwähnt, doch dürfte sie deutlich älter als ihr Gatte gewesen sein. Die Ehe verlief äußerst unglücklich, und möglicherweise sind spätere Ressentiments gegen die große und mächtige Familie Woodville auf die erzwungene Ehe zurückzuführen.
Auch mit Eduard IV. hatte er ein belastetes Verhältnis. Über seine Ururgroßmutter Eleanor Bohun, Gattin von Thomas of Woodstock, 1. Duke of Gloucester, hatte Henry die Hälfte des Bohunschen Erbes erlangt. Die andere Hälfte wanderte über die Ehe von Eleanors Schwester Mary mit Heinrich IV. in das Haus Lancaster. Eduard IV. hatte nach dem Sieg über die Lancasterseite diesen Teil des Erbes allerdings nicht an Henry gegeben, sondern fügte es dem Kronland bei. Richard III. sollte es ihm später nach seiner Krönung zusagen, wobei er dies allerdings von einer Zustimmung des Parlaments abhängig machte.
König Eduard IV. nahm ihn 1474 als Ritter in den Hosenbandorden auf.

## Der Königsmacher
Als am 9. April 1483 König Eduard IV. überraschend nach kurzer Krankheit starb und ihm sein minderjähriger Sohn Eduard V. nominell folgte, war Henry inzwischen zum Mitglied des Thronrates aufgestiegen. Während Elisabeth Woodville im folgenden Machtkampf durch ihre Familie und ihre Verbündeten die Kontrolle über Staatsschatz und Flotte erlangte, opponierte Eduards IV. jüngster Bruder, Richard, Duke of Gloucester, gegen seine Schwägerin, da er von seinem Bruder als Vormund für dessen Söhne eingesetzt worden war. Henry schlug sich sofort, gemeinsam mit Lordkanzler William Hastings, 1. Baron Hastings, auf die Seite von Richard und konnte nun gegen die verhasste Familie Woodville arbeiten. Am 30. April 1483 fiel Eduard V. in die Hände seines Onkels, und Henry sowie Hastings überzeugten den Thronrat davon, dass über die Vormundschaft und das Lordprotektorat eines fähigen Mannes wie Richard of Gloucester die Jugendzeit des kleinen Königs am besten zu überbrücken wäre.
In der nächsten Zeit gelang es Henry, mehr und mehr der zweite Mann im Staat neben Richard zu werden. Der zurückgesetzte Hastings verbündete sich mit den Woodvilles, die Verschwörung wurde jedoch aufgedeckt. Hastings und einige Mitverschwörer wurden hingerichtet.
Bei der Thronübernahme Richards spielte Henry die entscheidende Rolle. Über Robert Stillington, Bischof von Bath und Wells, war ein Gerücht in die Welt gesetzt worden, dass die Kinder von Eduard IV. mit Elisabeth Woodville illegitim seien, da der König vorher verlobt gewesen sei. Ob Richard oder Henry dieses Gerücht lanciert haben, ist unklar. Jedenfalls stand fortan das Problem eines illegitimen Königs im Raum. Henry trat am 23. Juni vor eine Versammlung von Adligen und präsentierte Richards Thronanspruch. Am 25. Juni wurde Richard vom Parlament zum rechtmäßigen Thronfolger erklärt.

## Die Prinzen im Tower und das schnelle Ende
Henry stand nun als Lord High Constable und als engster Berater Richards III. auf dem Höhepunkt seiner Macht. In den mannigfaltigen Diskussionen um die Prinzen im Tower wird seit langem auch darüber diskutiert, ob Henry, neben Richard III., dessen Gefolgsmann Sir James Tyrrell und dem späteren König Heinrich VII., als Mörder der Prinzen oder als Veranlasser dieser Tat gelten könne. Mehrere Gründe sprechen für eine derartige Hypothese, da Henry jederzeit Zugang zum Tower und somit zu den Prinzen hatte. Zudem waren die beiden Jungen allein aufgrund ihrer Abstammung eine dauerhafte Gefahr für Richard III., allerdings auch für Heinrich VII. Aufgrund seiner eigenen Herkunft und seiner mehrfachen und nahen Verwandtschaft zum Königshaus wird allerdings auch darüber spekuliert, ob Henry selbst Absichten auf den Thron hatte und nun nach und nach alle Widersacher beseitigte. Hierfür könnte sprechen, dass Henry noch 1483 Kontakt zu Henry Tudor, dem späteren Heinrich VII., aufnahm und ihm einen Einfall in England empfohlen haben soll. Richard III. ließ seinen einstigen Gefolgsmann zum Verräter erklären und am 2. November 1483 hinrichten.

## Nachkommen
Obwohl die Ehe mit Katharine Woodville unter keinem guten Stern stand, entsprangen ihr dennoch fünf Kinder:
- Edward Stafford, 3. Duke of Buckingham (1478–1521)
- Henry Stafford, 1. Earl of Wiltshire (1479–1523)
- Lord Humphrey Stafford (* 1480; † jung)
- Lady Elizabeth Stafford († 1532) ⚭ Robert Radcliffe, 1. Earl of Sussex (1483–1542)
- Lady Anne Stafford (1483–1544) ⚭ George Hastings, 1. Earl of Huntingdon (1488–1544)